# Cyprian z Kartaginy
Cyprian z Kartaginy (łac. Thascius Caecilius Cyprianus, cs. Священномученик Киприа́н, епископ Карфагенский; ur. ok. 200 lub 210 w rzymskiej prowincji Afryka, zm. 14 września 258 niedaleko Kartaginy) – biskup Kartaginy i męczennik za wiarę, pisarz apologeta chrześcijaństwa, jeden z ojców Kościoła, święty katolicki i prawosławny. Wymieniany jest w Modlitwie Eucharystycznej Kanonu rzymskiego.

## Żywot
Cyprian urodził się w rzymskiej prowincji Afryki (dzisiejsza Tunezja), w pogańskiej rodzinie. Będąc synem bogatego senatora, otrzymał dobre wykształcenie. Przez większą część życia był adwokatem i retorem. Pod wpływem kapłana Cecyliusza przyjął chrześcijaństwo i rozdał ubogim wszystko, co posiadał. Przyjął chrzest w 245 roku i wkrótce potem święcenia kapłańskie. Godność biskupa otrzymał w 248 roku.
Toczył długotrwałe spory z papieżem Stefanem I o ważność chrztu dokonywanego przez heretyków. Cyprian uważał taki chrzest za nieważny. Jego stanowisko w tej sprawie zostało ostatecznie odrzucone przez Kościół. Jednocześnie występował w obronie papiestwa, przeciw herezji Nowacjana. Był autorem sentencji: extra Ecclesiam salus nulla – poza Kościołem nie ma zbawienia. A także: „nie może mieć Boga za swego Ojca ten, kto nie ma Kościoła za swą matkę”.
W 252 roku w Kartaginie wybuchła epidemia. Biskup stał się wówczas niezmordowanym pocieszycielem chorych. Każdą ważną decyzję podejmował po naradzeniu się z innymi kapłanami i uzyskaniu zgody wiernych. Z myślą o nich napisał kilka traktatów, z których najbardziej znany dotyczy natury jedności Kościoła.

### Śmierć męczeńska
Za cesarza Waleriana wznowiono prześladowania chrześcijan. Cyprian stał się jedną z ich pierwszych ofiar. 30 sierpnia 257 został przesłuchany przed prokonsulem Aspazjuszem Paternusem, który skazał go na wygnanie do Curubis (m. Korba w Tunezji). Rok później został przesłuchany przed nowym prokonsulem Galeriuszem Maksymem. Przesłuchanie zakończyło się skazaniem Cypriana na śmierć przez ścięcie mieczem za niezłożenie ofiary bogom rzymskim. Wyrok wykonano 14 września 258 na Villa Sexti, niedaleko Kartaginy.

## Teologia
Cyprian nie był teologiem w dzisiejszym sensie tego słowa, był przede wszystkim duszpasterzem. Jego pisarstwo miało ściśle praktyczny cel troski o wiernych. Jego nauczanie było inspirowane pod wieloma względami przez Tertuliana (160-240), którego można uznać za jego „mistrza” – jak o tym pisał Hieronim w dziele O mężach chwalebnych (De viris illustribus, 53). Cyprian uchronił się jednak od jego skrajności i jednostronności. Styl jego jest zrozumialszy, ale równie doskonały w formie. Jego najbardziej samodzielne dzieło to O jedności Kościoła. Pisał je w czasie trwania synodu w Kartaginie w maju 251 r., zwalczając schizmę Nowacjana w Rzymie oraz lokalną grupę stojącą w opozycji do niego w samej Kartaginie.
Szczególną wartość zachowują jego listy. Stanowią one wartość szczególnie dla poznania historii Kościoła tego czasu. Dwadzieścia siedem z nich wysłał ze swego miejsca schronienia za prześladowania zarządzonego przez cesarza Decjusza. Cyprian był głównym autorytetem dla pisarzy łacińskich, do czasu kiedy rolę tę przejął Augustyn z Hippony (354-430).

### Nauczanie o wierze
Biskup Kartaginy nauczał w dwóch kontekstach o wierze: jako odrzucenie politeizmu i wybór Jedynego Boga, oraz jako istotny element tworzący Kościół.
W społeczeństwie politeistycznym, wiara oznaczała przyjęcie Boga, który dał się poznać człowiekowi przez Objawienie biblijne i uznanie bożków za wytwory rąk ludzkich. Pytanie o wiarę w owych czasach nie dotyczyło istnienia Boga, gdyż zazwyczaj nikt wtedy tego nie podważał, lecz spełnienia przez Boga Jego obietnic. Ogólnie taki też rys miała wiara biblijna. Na próbę wiary wierni byli wystawieni często z powodu prześladowań. Według Cypriana, gwarantem wierności Boga jest to, kim On jest jako wszechmogący, prawdomówny i stały w swoich zbawczych decyzjach. Wiara daje moc do stawienia czoła trudnościom, gdyż sam Chrystus działa poprzez nią w wierzących. Biskup Cyprian wiele o wierze mówił w kontekście walki z demonami, posługując się słownictwem wojskowym. Życie człowieka i Kościoła postrzegał jako nieustanną walkę z tymi duchowymi nieprzyjaciółmi Boga, a wiara jest najlepszą bronią.
Drugim nurtem nauczania o wierze były dyskusje wobec ważności chrztu grup schizmatyckich. Cyprian kładł nacisk na jedność pomiędzy wiarą i Kościołem. Tylko ktoś, kto jest w komunii z Kościołem może mieć prawdziwą wiarę, a w konsekwencji może ważnie udzielać sakramentów. Błędna wiara nie daje dostępu do tego co prawdziwe:

Jeśli ktoś wierzył w to, co jest błędne, nie mógłby otrzymać tego, co prawdziwe, otrzymałby raczej to, co jest fałszywe i bezbożne, stosownie do swej wiary.(List 73,6)

Swoje stanowisko Cyprian wywodził ze zdania z Listu do Efezjan 4,4-5: "jedno ciało, jeden duch, jedna nadzieja wezwania naszego. Jeden Pan, jedna wiara, jeden chrzest". Nauczanie Cypriana nie zostało w pełni zaakceptowane przez papieża Stefana I. Później uzupełnił je św. Augustyn z Hippony, wprowadzając rozróżnienie na ważność i godziwość. Chrzest dawany przez schizmatyków jest ważny, gdyż jest udzielany w wierze Kościoła, i dlatego jest w nim Jezus Chrystus i łaska – lecz niegodziwy, gdyż udzielany w stanie niesprawiedliwości z powodu braku jedności z Kościołem. Jest niejako wykradany Kościołowi. Jeśli jednak sacramentum-znak we chrzcie jest zachowany, czyli woda, oraz treść wiary w której się chrzci jest zgodna z wiarą Kościoła, czyli zanurzenie jest w imię Trójcy Świętej – res sakramentu chrztu, tzn. jego łaska i charakter, który wyciska na osobie przyjmującej chrzest jest jak najbardziej obecna.

## Kult świętego
Po śmierci Cypriana wierni nasączyli ręczniki krwią męczennika, traktując je jak drogocenne relikwie świętego. Jego ciało pogrzebano na miejscowym cmentarzu. Obecnie relikwie znajdują się w Kartaginie i w Compiègne.
Do dzisiejszego dnia św. Cyprian pozostaje jedną z największych postaci wśród świętych chrześcijańskich w północnej Afryce.
Dzień obchodów
Jego wspomnienie liturgiczne w Kościele katolickim obchodzone jest 16 września.
Cerkiew prawosławna wspomina męczennika 31 sierpnia/13 września, tj. 13 września według kalendarza gregoriańskiego.
Ikonografia
W ikonografii wschodniej Święty przedstawiany jest w biskupich szatach z centralnie trzymaną Ewangelią. Ma charakterystyczne długie, spadające na plecy włosy i krótką brodę.
W sztuce zachodniej jego atrybutami są typowe dla biskupa-męczennika: krzyż, księga, gałązka palmowa, miecz, paliusz, pastorał.

## Dzieła
Przekłady polskie:
- Listy – Władysław Wojciech Szołdrski CSsR (przekład), ks. Marian Michalski (wstęp), Emil Stanula CSsR (Oprac), ATK PSP 1, Warszawa 1969, s. 330.
- Pisma, t. 1: Traktaty: m.in. O jedności Kościoła, O upadłych, O Modlitwie Pańskiej, J. Czuj (przekład i oprac.), Pisma Ojców Kościoła 19, Poznań 1937.